# آشپیسهایم
آشپیسهایم (به آلمانی: Aspisheim) یک شهر در آلمان است که در ماینتس-بینگن واقع شده‌است. آشپیسهایم  ۹۵۸ نفر جمعیت دارد.